# Polinices uberinus
Polinices uberinus är en snäckart som först beskrevs av d'Orbigny 1842.  Polinices uberinus ingår i släktet Polinices och familjen borrsnäckor. Inga underarter finns listade i Catalogue of Life.